# Liga Mexicana de Béisbol 1991
La Temporada 1991 de la Liga Mexicana de Béisbol fue la edición número 67. Para esta temporada hay una expansión en la liga y se pasan de 14 a 16 los equipos participantes. Los equipos de expansión para esta temporada fueron los Charros de Jalisco en el norte y los Cafeteros de Córdoba en el sur; los demás equipos son los mismos que en la temporada 1990, sin embargo los Tuneros de San Luis cambiaron su nombre por el de Reales de San Luis solamente por esta temporada. Los equipos se mantienen divididos en las Zona Norte y Zona Sur, ocho equipos en cada zona.
En la Serie Final los Sultanes de Monterrey resultaron campeones derrotando en 7 juegos a los Diablos Rojos del México, en lo que fue el primer campeonato de los Sultanes en su nuevo estadio. Destacó a la ofensiva Juan Reyes por Monterrey, quien conectó 6 cuadrangulares e impulsó 12 carreras en la serie. El mánager campeón fue Aurelio Rodríguez.

## Equipos participantes
| Liga Mexicana de Béisbol 1991 |                              |           |                                        |                            |             |
| Zona                          | Equipo                       | Fundación | Ciudad                                 | Estadio                    | Capacidad   |
| Norte                         | Acereros de Monclova         | 1974      | Monclova, Coahuila                     | Monclova                   | 8,500       |
| Norte                         | Algodoneros de Unión Laguna  | 1940      | Torreón, Coahuila                      | Revolución                 | 9,500       |
| Norte                         | Charros de Jalisco           | 1946      | Guadalajara, Jalisco                   | Tecnológico de la UDG      | 4,000       |
| Norte                         | Industriales de Monterrey    | 1989      | Monterrey, Nuevo León                  | Monterrey                  | 22,061      |
| Norte                         | Reales de San Luis           | 1926      | San Luis Potosí, San Luis Potosí       | 20 de Noviembre            | 6,500       |
| Norte                         | Saraperos de Saltillo        | 1970      | Saltillo, Coahuila                     | Francisco I. Madero        | 16,000      |
| Norte                         | Sultanes de Monterrey        | 1939      | Monterrey, Nuevo León                  | Monterrey                  | 22,061      |
| Norte                         | Tecolotes de los Dos Laredos | 1940      | Nuevo Laredo, Tamaulipas Laredo, Texas | La Junta West Martin Field | 7,800 5,000 |
| Sur                           | Bravos de León               | 1978      | León, Guanajuato                       | Domingo Santana            | 6,500       |
| Sur                           | Cafeteros de Córdoba         | 1934      | Córdoba, Veracruz                      | "Beisborama"               | 12,000      |
| Sur                           | Diablos Rojos del México     | 1940      | México, D. F.                          | Seguro Social              | 25,000      |
| Sur                           | Leones de Yucatán            | 1954      | Mérida, Yucatán                        | Kukulcán                   | 14,917      |
| Sur                           | Olmecas de Tabasco           | 1975      | Villahermosa, Tabasco                  | Centenario 27 de Febrero   | 8,500       |
| Sur                           | Piratas de Campeche          | 1980      | Campeche, Campeche                     | Venustiano Carranza        | 6,000       |
| Sur                           | Rieleros de Aguascalientes   | 1975      | Aguascalientes, Aguascalientes         | Alberto Romo Chávez        | 6,494       |
| Sur                           | Tigres Capitalinos           | 1955      | México, D. F.                          | Seguro Social              | 25,000      |

## Posiciones
| Zona Norte   | Zona Norte | Zona Norte | Zona Norte | Zona Norte |
| Equipo       | JG         | JP         | PCT        | JV         |
| ------------ | ---------- | ---------- | ---------- | ---------- |
| Monterrey    | 82         | 38         | .683       | -          |
| Dos Laredos  | 67         | 54         | .554       | 15.5       |
| Industriales | 61         | 56         | .521       | 19.5       |
| Jalisco      | 57         | 62         | .479       | 24.5       |
| Unión Laguna | 57         | 63         | .475       | 25.0       |
| Saltillo     | 55         | 68         | .447       | 28.5       |
| Monclova     | 49         | 71         | .408       | 33.0       |
| San Luis     | 47         | 74         | .388       | 35.5       |

| Zona Sur       | Zona Sur | Zona Sur | Zona Sur | Zona Sur |
| Equipo         | JG       | JP       | PCT      | JV       |
| -------------- | -------- | -------- | -------- | -------- |
| México         | 74       | 44       | .627     | -        |
| León           | 73       | 45       | .619     | 1.0      |
| Campeche       | 70       | 50       | .583     | 5.0      |
| Yucatán        | 70       | 52       | .574     | 6.0      |
| Tigres         | 62       | 56       | .525     | 12.0     |
| Córdoba        | 48       | 68       | .414     | 25.0     |
| Tabasco        | 46       | 72       | .390     | 28.0     |
| Aguascalientes | 36       | 81       | .308     | 37.5     |

| Clasificado a los playoffs |

## Juego de Estrellas
El Juego de Estrellas de la LMB se realizó el 30 de mayo en el Estadio de Béisbol Monterrey, que apenas había sido inaugurado en junio del año anterior. La Zona Sur se impuso a la Norte 10 carreras a 6. Los lanzadores abridores fueron Roberto Garibay por el sur y Ramón Peña por el norte. El estadounidense Rusty Tillman de los Olmecas de Tabasco fue elegido el Jugador Más Valioso del partido.

## Play-offs
|  | Primer Play off | Primer Play off |              |   | Finales de zona | Finales de zona |  |  | Serie Final | Serie Final |
|  |                 |                 |              |   |                 |                 |  |  |             |             |
|  |                 |                 |              |   |                 |                 |  |  |             |             |
|  |                 |                 |              |   |                 |                 |  |  |             |             |
|  |                 |                 |              |   |                 |                 |  |  |             |             |
|  | Industriales    | 4               |              |   |                 |                 |  |  |             |             |
|  | Industriales    | 4               |              |   |                 |                 |  |  |             |             |
|  | Dos Laredos     | 0               |              |   |                 |                 |  |  |             |             |
|  | Dos Laredos     | 0               | Industriales | 2 |                 |                 |  |  |             |             |
|  | Zona Norte      |                 | Industriales | 2 |                 |                 |  |  |             |             |
|  |                 | Monterrey       | 4            |   |                 |                 |  |  |             |             |
|  | Jalisco         | Monterrey       | 4            | 1 |                 |                 |  |  |             |             |
|  | Jalisco         |                 |              | 1 |                 |                 |  |  |             |             |
|  | Monterrey       | 4               |              |   |                 |                 |  |  |             |             |
|  | Monterrey       | 4               | Monterrey    | 4 |                 |                 |  |  |             |             |
|  |                 |                 | Monterrey    | 4 |                 |                 |  |  |             |             |
|  |                 | México          | 3            |   |                 |                 |  |  |             |             |
|  | Campeche        | México          | 3            | 1 |                 |                 |  |  |             |             |
|  | Campeche        |                 |              | 1 |                 |                 |  |  |             |             |
|  | León            | 4               |              |   |                 |                 |  |  |             |             |
|  | León            | 4               | León         | 3 |                 |                 |  |  |             |             |
|  | Zona Sur        |                 | León         | 3 |                 |                 |  |  |             |             |
|  |                 | México          | 4            |   |                 |                 |  |  |             |             |
|  | Yucatán         | México          | 4            | 0 |                 |                 |  |  |             |             |
|  | Yucatán         |                 |              | 0 |                 |                 |  |  |             |             |
|  | México          | 4               |              |   |                 |                 |  |  |             |             |
|  | México          | 4               |              |   |                 |                 |  |  |             |             |

## Designaciones
Se designó como novato del año a Oscar Romero de los Cafeteros de Córdoba.

## Acontecimientos relevantes
- 24 de abril: Roy Johnson de los Piratas de Campeche se convierte en el segundo pelotero en la historia en conectar 4 home runs en un juego de 9 entradas; lo hace contra los Rieleros de Aguascalientes.[2]
- 5 de junio: Antonio Félix de los Diablos Rojos del México le lanza juego sin hit ni carrera de 9 entradas a los Sultanes de Monterrey, en un partido disputado en la capital y que terminó con marcador de 7-0.